# Búzavirág
A búzavirág (Cyanus segetum) Dél-Európából származik, a fészkesvirágzatúak (Asterales) rendjébe és az őszirózsafélék (Asteraceae) családjába tartozó egyéves gyomnövény.
Egyéb nevei: dődike, égi virág, gabonavirág, kék búzavirág, kékvirág, sukolat, vadpézsma, vetési csüküllő, imolya, kék konkoly, zsukollat.

## Elterjedése

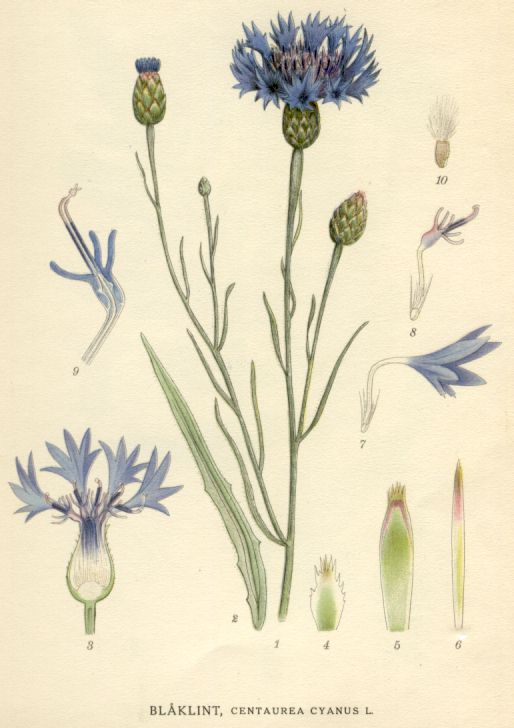

Mint a gabona gyomnövénye, megművelt területeken fordul elő, különösen a búza- és rozsvetésekben. Dél-Európai származású növény, ma már csaknem az egész földkerekségen elterjedt.

## Jellemzői
Vastag orsógyökerű. 20–100 cm magas, felálló. Bokrosan ágas szárú, a pókhálós szőrzettől szürke színű növény. Levelei változó állásúak, keskeny-lándzsásak, részben szárnyaltak. 
Virágfészkei magányosan ülnek a hajtások csúcsán. A szélső virágok „búzavirágkékek”, kétszer-háromszor olyan hosszúak, mint a belső, ibolyás színű, csöves virágok. Kaszattermésén fehér, narancsos vagy vöröses színű, finoman fogacskás szőrökből álló bóbita van. Magvai évekig megőrizhetik csírázóképességüket a talajban.
Májustól júniusig virágzik, a később kelt növények még késő ősszel is nyílnak.

## Gyűjtése
A növény kék virágait gyűjtik, amely annál értékesebb, minél jobban sikerül megőrizni eredeti színét. A gömbös fészkes virágzatot letörik, és kosárba szedve szállítják, majd kitépik a „sziromleveleket”, melyeket árnyékos helyen szárítanak. A sziromleveleket napfényen nem szabad szárítani, mert a virágok elveszítik eredeti kék színüket, kifakulnak.

## Felhasználása
Forrázatát külsőleg szemgyulladás borogatására, toroköblögetésre használják. Teáját magában nem fogyasztják, adalékként a drogját étvágyjavító, görcsoldó, erősítő teakeverékekhez adják. A remény jelképeként is tekintenek rá. Ilyen értelemben szerepel Szabó Pál A falu bolondja című novellájában is, amelynek végén Pista, a falu árva bolondja a korábbi szalmavirág és papszakáll helyett búzavirágot tűz a kalapjába.

## Kulturális szerepe
Észtország nemzeti virága és egyik szimbóluma a búzavirág (rukkilill)